# Contea di Van Buren (Iowa)
La contea di Van Buren (in inglese Van Buren County) è una contea dello Stato dell'Iowa, negli Stati Uniti. La popolazione al censimento del 2000 era di 7 809 abitanti. Il capoluogo di contea è Keosauqua.